# 미노리 (이탈리아)
미노리(이탈리아어: Minori)는 이탈리아 캄파니아주 살레르노도에 위치한 코무네다.

## 같이 보기
- 아말피 해안
- 소렌토 반도